# Juan Musso
Juan Agustín Musso (San Nicolás de los Arroyos, 6 maggio 1994) è un calciatore argentino, portiere dell'Atlético Madrid e della nazionale argentina, con cui ha vinto la Copa América nel 2021.

## Biografia
Suo padre è un ingegnere, mentre la madre un'avvocata. Da piccolo giocava a basket ma poi si è appassionato al calcio, seguendo le orme del padre che aveva giocato come portiere tra i dilettanti. Ha avuto un figlio con la fidanzata Anna Ariaudo nel 2022, Alessandro. Musso e Ariaudo si sono poi sposati nel 2023.

## Caratteristiche tecniche
Musso è un estremo difensore dalla stazza imponente e di forte presenza tra i pali, abile nell'usare la respinta (anche con una sola mano) inoltre mostra freddezza anche quando deve parare tiri dalla corta distanza. Si distingue per rapidità e reattività negli interventi. Mostra spesso, però, insicurezza nelle uscite.

## Carriera

### Club

#### Racing Club
Cresciuto nelle giovanili del Racing Club, dopo che fino ad undici anni ha giocato a pallacanestro, ha esordito il 27 maggio 2017 in occasione di un match della Primera División vinto 2-1 contro il San Lorenzo.

#### Udinese
L'11 luglio 2018 l'Udinese annuncia il trasferimento a titolo definitivo, con un contratto fino al 30 giugno 2023 ed un costo del cartellino di 3,85 milioni di euro. A causa di un infortunio alla mano sinistra in pre-campionato e le successive buone prestazioni del compagno Simone Scuffet, viene rimandato il suo esordio in Serie A alla 10ª giornata dove viene schierato titolare nella partita contro il Genoa finita 2-2. Da lì in poi diviene titolare del club, offrendo buone prestazioni, tanto che a gennaio Scuffet viene ceduto.
L'anno successivo conferma il buon rendimento dell'anno precedente, tanto che in campionato non salta neppure un minuto, e contribuendo alla salvezza dei friulani tenendo la porta inviolata in 14 occasioni (record stagionale di tutta la Serie A). Nell'ottobre 2020 subisce un infortunio al menisco. Al rientro torna a essere titolare, raggiungendo quota 100 presenze in Serie A l'11 maggio 2021, in occasione della sconfitta per 5-1 contro il Napoli.

#### Atalanta
Il 2 luglio 2021 viene ufficializzato il suo acquisto da parte dell'Atalanta per 20 milioni di euro. Il 21 agosto esordisce tra i pali della porta nerazzurra nella trasferta in casa del Torino, vinta per 2-1, mentre il 14 settembre fa il suo esordio in UEFA Champions League, nella partita pareggiata per 2-2 in casa del Villarreal. Il 6 febbraio 2022 riceve la prima espulsione in carriera, nella sconfitta per 2-1 patita contro il Cagliari.
Nella stagione 2023-2024, in campionato si alterna con Carnesecchi, mentre viene impiegato regolarmente in Europa League; il 22 maggio 2024, gioca da titolare la vittoriosa finale di Dublino contro il Bayer Leverkusen, rimanendo imbattuto nella vittoria per 3-0 che consente all'Atalanta di vincere il primo trofeo in campo europeo.
Se le prime due stagioni con la maglia atalantine hanno avuto alti e bassi, nella stagione 2023/24 Musso offre ottime prestazioni, contribuendo enormemente alla vittoria dell'Europa League.
Nella stagione successiva, Musso perde la sua prima finale di Supercoppa Europea contro il Real Madrid (2-0) pur giocando un'ottima partita.

#### Atlético Madrid
Il 27 agosto 2024 viene ceduto in prestito con obbligo di riscatto condizionato all'Atlético Madrid. Nonostante il ruolo di dodicesimo, Musso offre buone prestazioni nel complesso, ogni volta che viene chiamato in causa. Il 10 giugno 2025 viene riscattato e firma un contratto fino al 2028 con i Colchoneros.

### Nazionale
Esordisce con la maglia della nazionale argentina il 26 marzo 2019, subentrando a partita in corso nell'amichevole vinta 1-0 contro il Marocco. Pochi mesi dopo, viene convocato per la Copa América. Nell'ottobre del 2022 viene inserito dal CT Lionel Scaloni nella lista dei pre-convocati per i Mondiali di calcio in Qatar, non rientrando però nella rosa finale.

## Statistiche

### Presenze e reti nei club
Statistiche aggiornate al 25 maggio 2025.
| Stagione           | Squadra            | Campionato         | Campionato | Campionato | Coppe nazionali | Coppe nazionali | Coppe nazionali | Coppe continentali | Coppe continentali | Coppe continentali | Altre coppe | Altre coppe | Altre coppe | Totale | Totale |
| Stagione           | Squadra            | Comp               | Pres       | Reti       | Comp            | Pres            | Reti            | Comp               | Pres               | Reti               | Comp        | Pres        | Reti        | Pres   | Reti   |
| ------------------ | ------------------ | ------------------ | ---------- | ---------- | --------------- | --------------- | --------------- | ------------------ | ------------------ | ------------------ | ----------- | ----------- | ----------- | ------ | ------ |
| 2016-2017          | Racing Club        | PD                 | 1          | -1         | CA              | 2               | -5              | CS                 | 5                  | -4                 | -           | -           | -           | 8      | -10    |
| 2017-2018          | Racing Club        | PD                 | 22         | -29        | CA              | 0               | 0               | CL                 | 6                  | -6                 | -           | -           | -           | 28     | -35    |
| Totale Racing Club | Totale Racing Club | Totale Racing Club | 23         | -30        |                 | 2               | -5              |                    | 11                 | -10                |             | -           | -           | 36     | -45    |
| 2018-2019          | Udinese            | A                  | 29         | -40        | CI              | 0               | 0               | -                  | -                  | -                  | -           | -           | -           | 29     | -40    |
| 2019-2020          | Udinese            | A                  | 38         | -51        | CI              | 1               | -1              | -                  | -                  | -                  | -           | -           | -           | 39     | -52    |
| 2020-2021          | Udinese            | A                  | 35         | -51        | CI              | 1               | -1              | -                  | -                  | -                  | -           | -           | -           | 36     | -52    |
| Totale Udinese     | Totale Udinese     | Totale Udinese     | 102        | -142       |                 | 2               | -2              |                    | -                  | -                  |             | -           | -           | 104    | -144   |
| 2021-2022          | Atalanta           | A                  | 33         | -42        | CI              | 2               | -3              | UCL+UEL            | 6+6                | -13 + -6           | -           | -           | -           | 47     | -64    |
| 2022-2023          | Atalanta           | A                  | 24         | -27        | CI              | 2               | -3              | -                  | -                  | -                  | -           | -           | -           | 26     | -30    |
| 2023-2024          | Atalanta           | A                  | 11         | -12        | CI              | 1               | -1              | UEL                | 12                 | -8                 | -           | -           | -           | 24     | -21    |
| ago. 2024          | Atalanta           | A                  | 1          | 0          | CI              | 0               | 0               | UCL                | 0                  | 0                  | SI+SU       | 0+1         | 0 + -2      | 2      | -2     |
| Totale Atalanta    | Totale Atalanta    | Totale Atalanta    | 69         | -81        |                 | 5               | -7              |                    | 24                 | -27                |             | 1           | -2          | 99     | -117   |
| ago. 2024-2025     | Atlético Madrid    | PD                 | 2          | 0          | CR              | 6               | -6              | UCL                | 0                  | 0                  | Cmc         | 0           | 0           | 8      | -6     |
| Totale carriera    | Totale carriera    | Totale carriera    | 196        | -253       |                 | 15              | -20             |                    | 35                 | -37                |             | 1           | -2          | 247    | -312   |

### Cronologia presenze e reti in nazionale
| Cronologia completa delle presenze e delle reti in nazionale ― Argentina | Cronologia completa delle presenze e delle reti in nazionale ― Argentina | Cronologia completa delle presenze e delle reti in nazionale ― Argentina | Cronologia completa delle presenze e delle reti in nazionale ― Argentina | Cronologia completa delle presenze e delle reti in nazionale ― Argentina | Cronologia completa delle presenze e delle reti in nazionale ― Argentina | Cronologia completa delle presenze e delle reti in nazionale ― Argentina | Cronologia completa delle presenze e delle reti in nazionale ― Argentina |
| Data                                                                     | Città                                                                    | In casa                                                                  | Risultato                                                                | Ospiti                                                                   | Competizione                                                             | Reti                                                                     | Note                                                                     |
| ------------------------------------------------------------------------ | ------------------------------------------------------------------------ | ------------------------------------------------------------------------ | ------------------------------------------------------------------------ | ------------------------------------------------------------------------ | ------------------------------------------------------------------------ | ------------------------------------------------------------------------ | ------------------------------------------------------------------------ |
| 26-3-2019                                                                | Tangeri                                                                  | Marocco                                                                  | 0 – 1                                                                    | Argentina                                                                | Amichevole                                                               | -                                                                        | 67’                                                                      |
| 9-9-2021                                                                 | Buenos Aires                                                             | Argentina                                                                | 3 – 0                                                                    | Bolivia                                                                  | Qual. Mondiali 2022                                                      | -                                                                        |                                                                          |
| Totale                                                                   |                                                                          | Presenze                                                                 | 2                                                                        |                                                                          | Reti                                                                     | 0                                                                        |                                                                          |

## Palmarès

### Club
- UEFA Europa League: 1

Atalanta: 2023-2024

### Nazionale
- Coppa America: 1

Brasile 2021